# Франсіско Молінеро
Франсіско Молінеро (ісп. Francisco Molinero, нар. 26 липня 1985, Онтігола) — іспанський футболіст, що грав на позиції захисника.
Виступав, зокрема, за клуб «Атлетіко», а також молодіжну збірну Іспанії.

## Клубна кар'єра
У дорослому футболі дебютував 2002 року виступами за команду «Атлетіко Мадрид Б», у якій провів два сезони, взявши участь у 51 матчі чемпіонату. 
Своєю грою за цю команду привернув увагу представників тренерського штабу клубу «Атлетіко», до складу якого приєднався 2004 року. Відіграв за мадридський клуб наступні два сезони своєї ігрової кар'єри.
Згодом з 2006 по 2021 рік грав у складі команд «Малага», «Мальорка», «Леванте», «Динамо» (Бухарест), «Уеска», «Реал Мурсія», «Реал Бетіс», «Хетафе», «Спортінг» (Хіхон) та «Реал Мурсія».
Завершив ігрову кар'єру у команді «Мар Менор», за яку виступав протягом 2021—2022 років.

## Виступи за збірні
У 2001 році дебютував у складі юнацької збірної Іспанії (U-17), загалом на юнацькому рівні взяв участь у 25 іграх, відзначившись 2 забитими голами.
У 2006 році залучався до складу молодіжної збірної Іспанії. На молодіжному рівні зіграв у 2 офіційних матчах.